# Střetnutí u Teplé
Střetnutí u Teplé bylo menším pozičním válečným střetem mezi císařskými oddíly vedenými hrabětem Peterem Melanderem von Holzappel a švédskou armádou generála Carla Gustava Wrangela během švédského tažení do Čech na konci třicetileté války. Odehrálo se mezi 7. a 21. zářím roku 1647 v okolí města Teplá na Chebsku, nedlouho po svedení bitvy u Třebele. Ačkoli během ní nedošlo k většímu střetu a boj se vesměs omezil na dělostřelecké odstřelování opevněných pozic, skončila taktickým vítězstvím císařské armády, která neumožnila postup tažení švédského vojska do vnitrozemí a obrátila tak Švédy na ústup do Saska.

## Pozadí
Na jaře roku 1647 zahájila švédská armáda pod velením generála Wrangnela tažení, během něhož po třítýdenním obléhání dobyla dne 17. července Cheb. Císařské vojsko vedené hrabětem Peterem Melanderem von Holzappel, Raimundem Montecuccolim a Johannem von Werth, které původně táhlo na pomoc obleženému městu, se od 27. července pokoušelo město získat zpět, ale po dvou týdnech se stáhlo k Plzni. Rozsáhlejší boje pak proběhly v okolí hradu Třebel nedaleko Tachova, kde se po dílčích bojích obě armády utkaly v hlavním střetu 22. srpna v bitvě u Třebele. Zde utrpělo Wagnerovo vojsko porážku a 5. září pak vyklidilo své pozice a vydalo se směrem k severu s cílem pokusit se o další průlom do českého vnitrozemí směrem ku Praze. 

## Průběh
Švédové potom 5. září opustili ležení a odtáhli k Tachovu. Během dvou dnů postoupili asi dvacet kilometrů a 7. září z východu od Úterý a Vidžína přitáhli k městu Teplá, které obsadili. Císařské vojsko posílené o pomocné oddíly Chorvatů postupovalo souběžně se švédskou armádou, na východ od nich, dorazilo na místo později a záhy vybudovalo opevněné pozice a dělostřelecké baterie asi kilometr od města. Stejně tak Švédové vybudovali okolo východního okraje města obranné valy a baterie. Prostor bitevního pole se ale ani jedné z bojujících stran nejevil jako k většímu střetu vhodný. Nezdarem pak skončily švédské pokusy o dobytí vyvýšených pahorků na jih a východ od města, nedaleko tepelského kláštera. S blížící se zimou a slábnoucím zásobováním se nakonec švédská armáda smířila s nezdarem postupu tažení, své pozice okolo 21. září vyklidila a poté s koncem září pochodem přes Žatec a Kadaň opustila Čechy.
Ztráty na obou stranách zde patrně dosáhly výše maximálně desítek padlých vojáků na obou stranách. Město Teplá a řada dalších obcí v okolí byly Švédy či císařskými vojáky vyrabovány a vypleněny.

## Památky bitvy
Střetnutí u Teplé, stejně jako bitvu u Třebele, zachytil Matthäus Merian na jedné ze svých mědirytin, jejichž věrohodnost prokázal terénní průzkum krajiny. Několik reliktů polních opevnění se podařilo lokalizovat.